# Шарл дю Канж
Шарл дю Канж (среща се на български и като Шарл Дюканж, на френски: Charles du Fresne, sieur du Cange) е френски лингвист и медиевист-византолог.

## Биография
Получава образование в йезуитски колеж, след което завършва право. След завършване на образованието си заема поста ковчежник на Франция.
Magnum opus на Дю Канж е неговия труд Glossarium mediae et infimae Latinitatis, излязъл в Париж през 1678 г. През 1688 г. излиза и другия негов значим труд, посветен на византийското минало.
Шарл дю Канж притежава за времето си изключителни исторически и езикови познания, както и такива в областта на археологията, географията и правото, което му дава възможност да създаде изключително ценни и до днес изследвания по класическа и византийска история и в частност просопографски такива.
Шарл дю Канж е един от онези историци, които век по-късно Едуард Гибън цитира най-често в неговия „Залез и упадък на Римската империя“. В една бележка под линия той нарича Дю Канж „незаменим и неуморен преоткривател на средновековието и византийската история“.

Произведенията на Шарл дю Канж са изключително ценен източник за българската история, понеже 
| „               | Както българската история не може да се изучава без познанието на византийската, така и много въпроси на византийската история не могат да бъдат разяснени без знанието на българската. | “ |
| Васил Златарски | |   |